# 冒険シリーズ
『冒険シリーズ』（ぼうけんシリーズ）とは、イギリスの女流作家イーニッド・ブライトンが書いた冒険小説。
全部で8冊あり、
- 冒険の島（The Island of Adventure）
- 冒険の城（The Castle of Adventure）
- 冒険の谷（The Valley of Adventure）
- 冒険の海（The Sea of Adventure）
- 冒険の山（The Mountain of Adventure）
- 冒険の船（The Ship of Adventure）
- 冒険のサーカス（The Circus of Adventure）
- 冒険の川（The River of Adventure）

である。このうち「山」だけが日本では翻訳されていない。
このシリーズは未だに世界で読まれ親しまれ続けている作品であり、人気が高いことがうかがえる。

当初は冒険物はハッピーエンドでなければならないという思いから、「船」で終わる予定であったが、読者からの「終わらせないで」「続けて」というあまりの反響により、「サーカス」と「川」が加えられた。

## あらすじ
シリーズを通しての主人公は、フィリップ、ジャック、ルーシィアン、ダイナーの4人の少年少女とキキというオウムである。フィリップとダイナーは兄妹であり、ジャックとルーシィアンも兄妹である。ジャック兄妹には両親がおらず、フィリップ兄妹の母親アリーに引き取られる。
いずれの編も学校の休暇中に、事件へと巻き込まれていくという設定で、ビル・カニンガムがいなければよもやの事態になるところである。最初はビルは4人と1羽の素晴らしい友達であり、腕利きの警部であったが、このシリーズの途中でアリーと結婚する。

## 登場人物
- フィリップ・マナリング

動物や昆虫などをなんでもてなづけてしまう不思議な少年。動物好きは父親譲り。父はすでに他界し、母親は画商の仕事をしていて、普段は会わない。夏休みは妹のダイナーと二人で叔母のところに世話になっている。
- ジャック・トレント

鳥に関して異常なほどに関心を寄せる少年。鳥類学者を目指している。両親は他界し、休暇中はおじのところにいるが、フィリップらと休暇中を一緒に過ごすことになる。
- ルーシィアン・トレント

ジャックの妹。兄思いの優しい少女。
- ダイナー・マナリング

フィリップの妹。兄と違って動物・昆虫が苦手。癇癪持ち。勝気な少女。大人びている。
- キキ

ジャックの飼っている雌のオウム。人間そっくりに喋り、物真似が得意。シリーズを通して少年少女らの危機を救ったり大活躍する。
- ビル・カニンガム

刑事（警部）。極秘裏にスパイや偽札作り、秘法泥棒、銃器密輸を追う。「島」で偽名でビル・スマッグスと名乗る。
少年少女らと共に冒険し、事件を解決してゆく。「船」の終わりでアリー・マナリングと結婚する。
- アリー・カニンガム

フィリップ、ダイナーらの実母。旧姓マナリング。ジャック、ルーシィアンも引き取って面倒をみている。
休暇中の少年少女らの冒険の度に心配させられる。それが好転し「船」の終わりでビルと再婚し、カニンガム夫人となる。

## 書籍
- 冒険の島（イーニッド・ブライトン／村野 杏訳、新学社文庫 1984.5）
- 冒険の城（イーニッド・ブライトン／村野 杏訳、新学社文庫 1984.5）
- 冒険の谷（イーニッド・ブライトン／村野 杏訳、新学社文庫 1984.10）
- 冒険の海（イーニッド・ブライトン／村野 杏訳、新学社文庫 1984.10）
- 冒険の船（イーニッド・ブライトン／村野 杏訳、新学社文庫 1993.4）
- 冒険のサーカス（イーニッド・ブライトン／村野 杏訳、新学社文庫、1990.12）
- 冒険の川（イーニッド・ブライトン／村野 杏訳、新学社文庫 1994.3）